# Circondario di Oldenburg
Il circondario di Oldenburg (targa OL) è un circondario (Landkreis) della Bassa Sassonia, in Germania.
Comprende 1 città e 14 comuni.

Il capoluogo è Wildeshausen, il centro maggiore Ganderkesee.

## Geografia antropica
Il circondario di Oldenburg si compone dei seguenti comuni:
(Tra parentesi i dati della popolazione al 31 dicembre 2021)
| Comuni del circondario | 1. Dötlingen (6 380) 2. Ganderkesee, (comune indipendente) (31 578) 3. Großenkneten (16 144) 4. Hatten (14 440) 5. Hude (15 993) 6. Wardenburg (16 213) 7. Wildeshausen, città (20 667) | - Samtgemeinde Harpstedt, con i comuni: 1. Beckeln (766) 2. Colnrade (751) 3. Dünsen (1 149) 4. Groß Ippener (975) 5. Harpstedt, (comune mercato) * (4 717) 6. Kirchseelte (1 172) 7. Prinzhöfte (635) 8. Winkelsett (511) |